# Berestečko
Berestečko (in ucraino Берестечко?, in russo Берестечко?, in polacco Beresteczko) è una città ucraina (1 630 abitanti), nel distretto di Luc'k, nell'oblast' di Volinia. Ospita l'amministrazione della comunità territoriale di Berestečko, una delle comunità territoriali dell'Ucraina.
Fino al 18 luglio 2020 Berestečko apparteneva al distretto di Horochiv. Come parte della riforma amministrativa che ha ridotto a quattro il numero dei distretti dell'oblast' di Volinia, il distretto di Horochiv venne fuso nel distretto di Luc'k.
Fondata nel 1445, nel gennaio 2015 aveva circa 4.000 abitanti